# Farsta

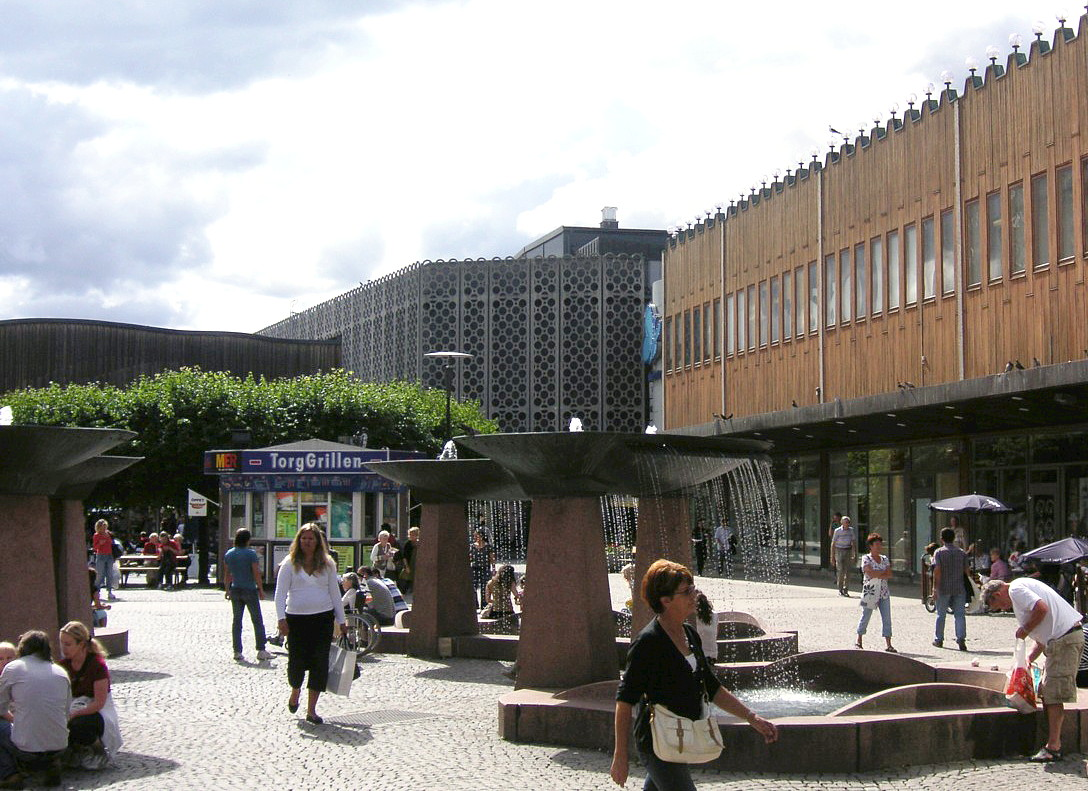
Farsta Centrum im Sommer 2007

Farsta ist einer der Stockholmer Randbezirke im Süden der Stadt und hat ungefähr 45.000 Einwohner.
Farsta ist vorwiegend Wohngebiet. Farsta Centrum, eingeweiht am 23. Oktober 1960, war die direkte planerische und architektonische Fortsetzung von Vällingby Centrum (eingeweiht 1956). Auftraggeber und Architekt waren, wie beim Vällingby Centrum, die kommunale Wohnungsbaugesellschaft Svenska Bostäder und das Architekturbüro Backström & Reinius. Nach umfassenden Renovierungs- und Erweiterungsarbeiten 1998 bis 1999 ist Farsta Centrum mit Stand 2007 Stockholms größtes Einkaufszentrum.

## Söhne und Töchter des Stadtbezirks
- Marie Forså (* 1956), Schauspielerin
- Rikard Wolff (1958–2017), Schauspieler
- Christian Due-Boje (* 1966), Eishockeyspieler
- Nathalie Hagman (* 1991), Handballspielerin